# Japanische Badmintonmeisterschaft 1955
Die Japanische Badmintonmeisterschaft 1955 war die neunte Austragung der nationalen Titelkämpfe im Badminton in Japan. Sie fand in Tokio statt.

## Titelträger
| Disziplin    | Sieger                           |
| ------------ | -------------------------------- |
| Herreneinzel | Kanetoshi Kataishi               |
| Dameneinzel  | Setsuko Gonda                    |
| Herrendoppel | Kanetoshi Kataishi Masanori Kato |
| Damendoppel  | Hisako Toda Keiko Kobayashi      |
| Mixed        | Eiichi Kogai Junko Honjō         |